# DAB 1800B
DAB 12-1800B – autobus miejski, produkowany w latach 90. przez duńską firmę DAB w Silkeborg. Był on następcą DAB 7-1800B wytwarzanego w latach 80. we współpracy z firmą Leyland

## Historia modelu
Autobus wysokopodłogowy będący przegubową wersją 12-metrowego DAB 12-1200B. Drzwi płatowe, pneumatyczne z ochroną przed przytrzaśnięciem i fotokomórkami nad drzwiami. Hamulce pneumatyczne.